# Diaea dorsata
Espèce
Synonymes
- Aranea dorsata Fabricius, 1777
- Aranea hermaphrodita Martini & Goeze, 1778
- Aranea floricola Walckenaer, 1802
- Thomisus capparinus C. L. Koch, 1845
- Diana dorsalis Simon, 1864
- Diaea devoniensis O. Pickard-Cambridge, 1879

Diaea dorsata, la Thomise tricolore, est une espèce d'araignées aranéomorphes de la famille des Thomisidae.

## Distribution

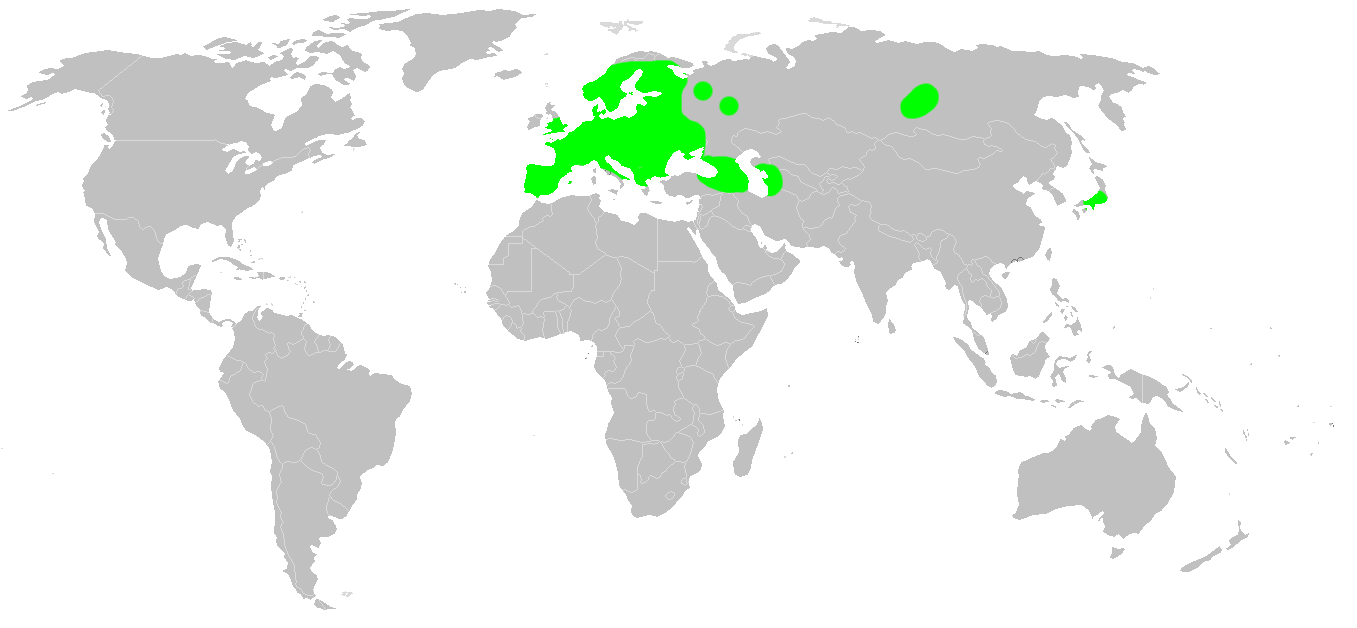
Distribution

Cette espèce se rencontre en zone paléarctique.

## Description

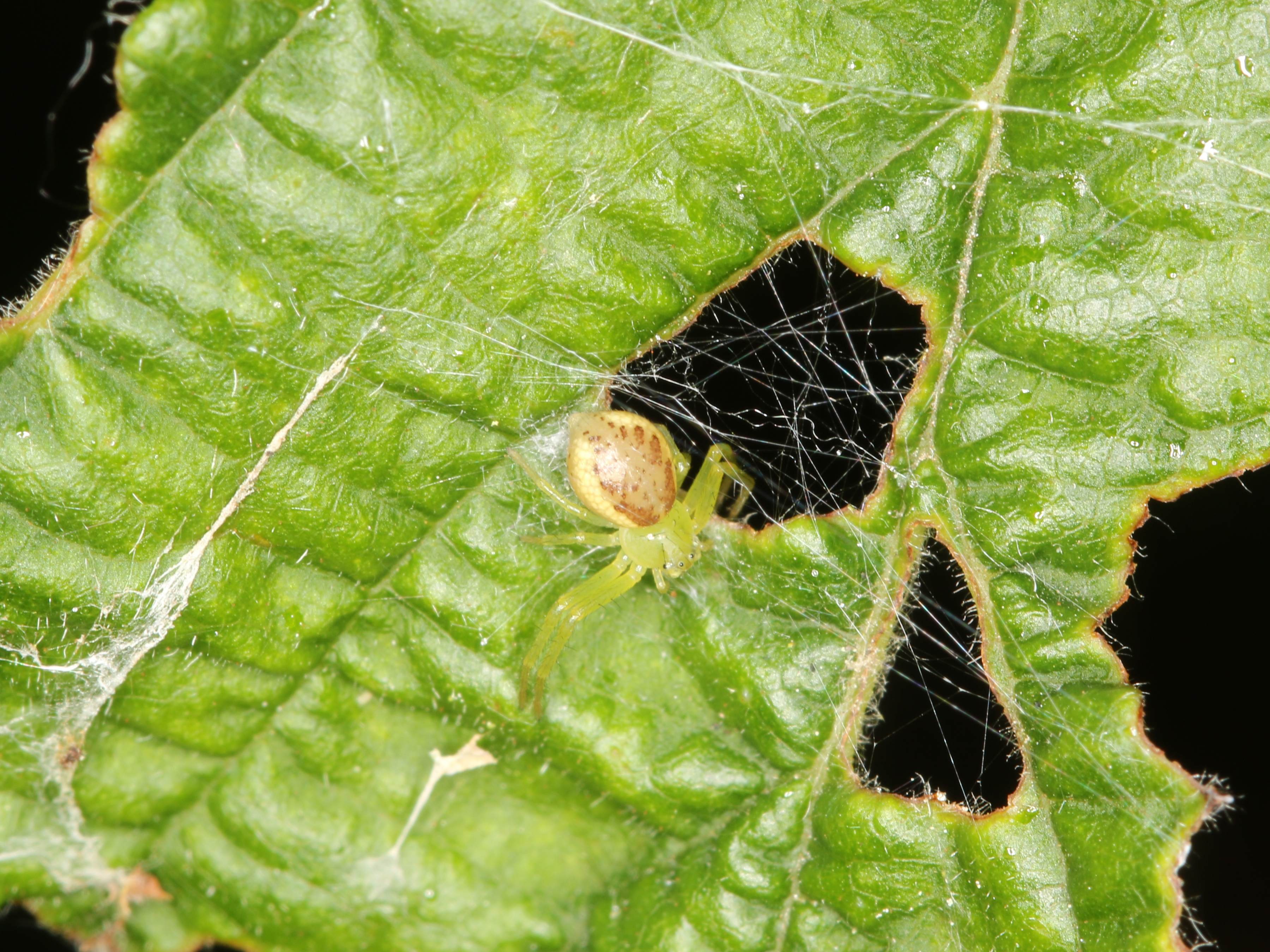
Diaea dorsata de Søborg

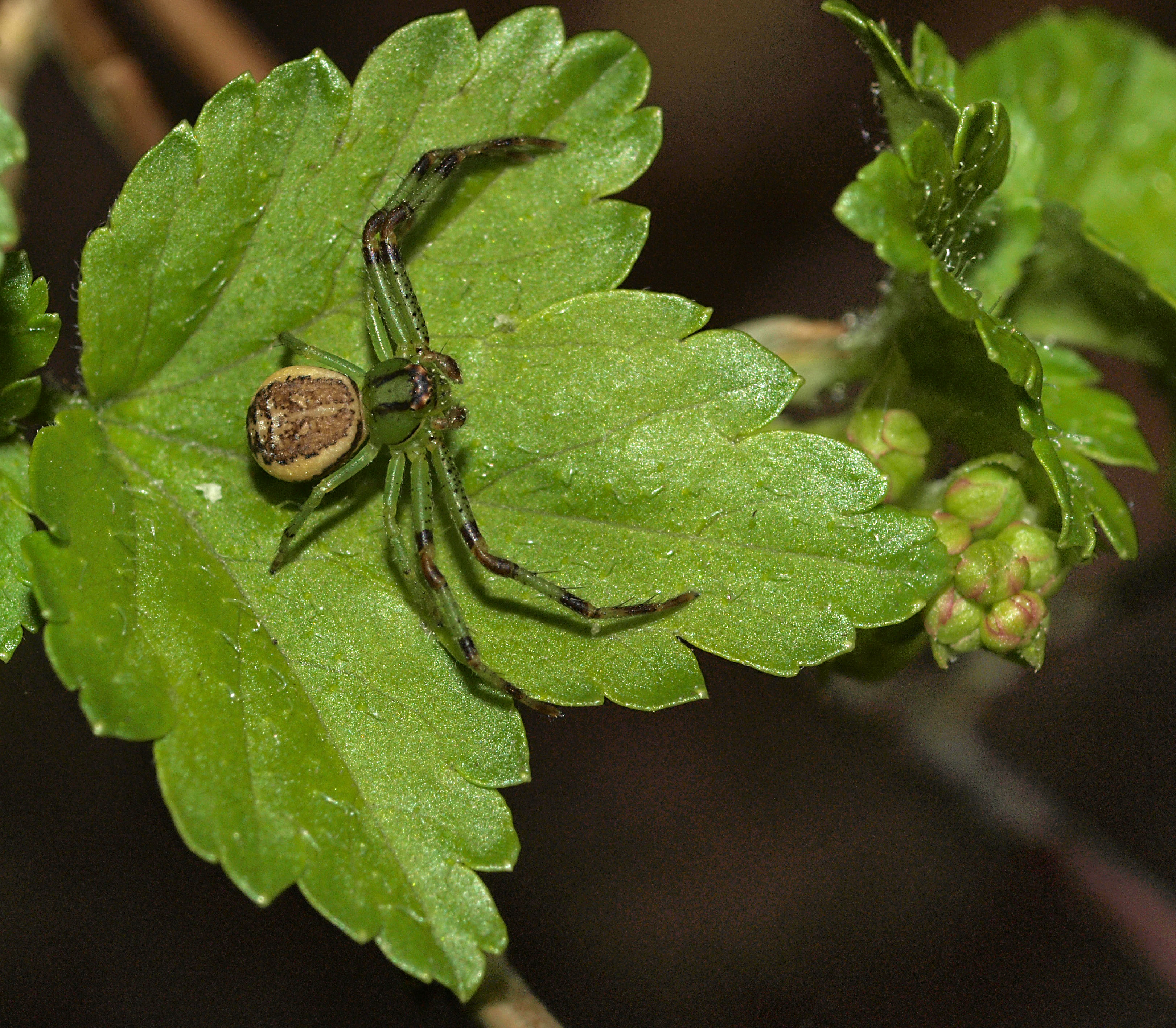
Diaea dorsata ♂

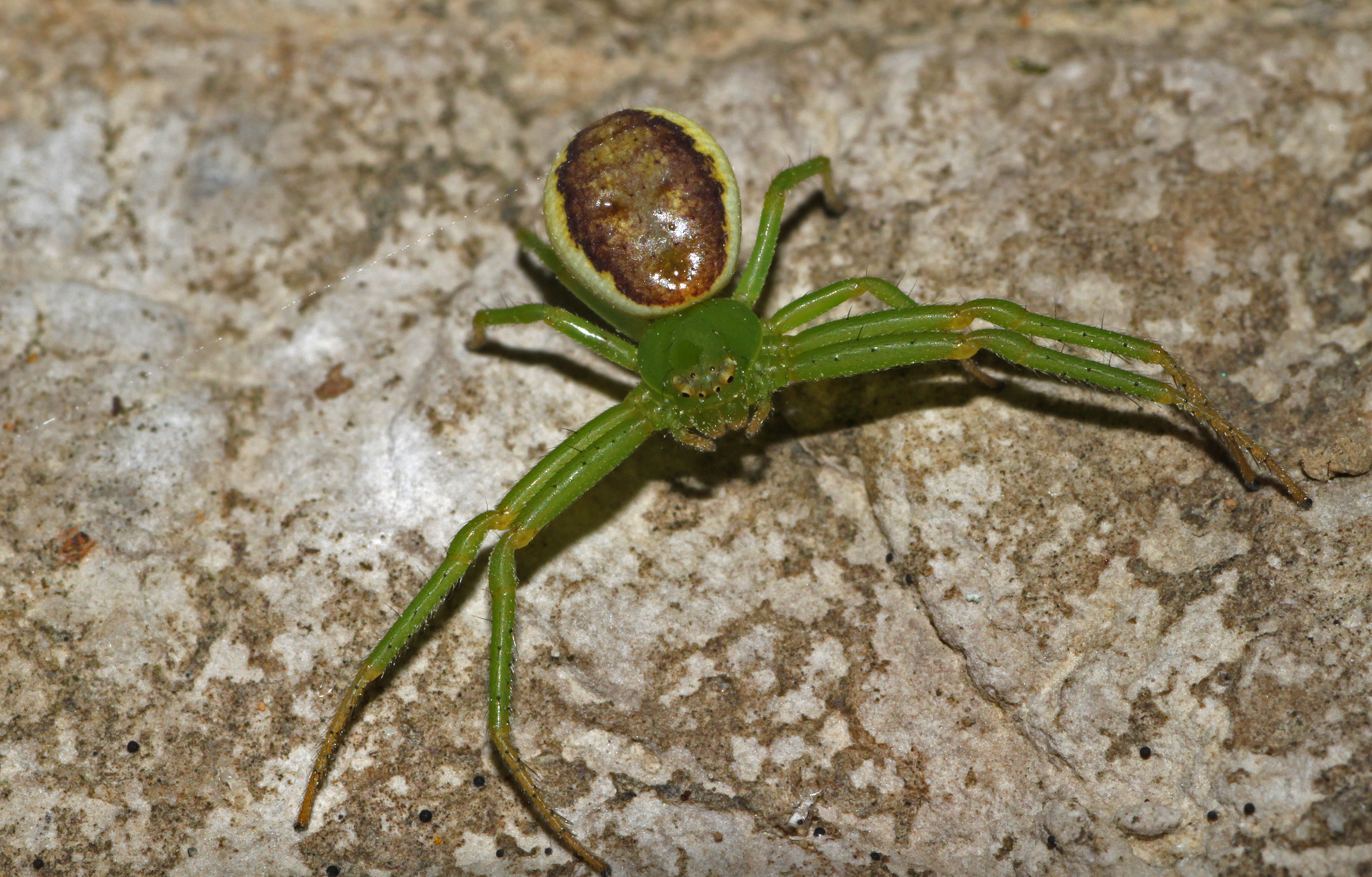
Diaea dorsata d'Oberstdorf

Les mâles mesurent de 3 à 4 mm et les femelles de 5 à 7,3 mm.

## Publication originale
- Fabricius, 1777 : Araneae. Genera insectorum eorumque characteres naturales, secundum numerum, figuram, situm et proportionem omnium partium oris; adjecta mantissa specierum nuper detectarum, Chilonii, p. 152 & 249-250.